# Boule (hasardspel)

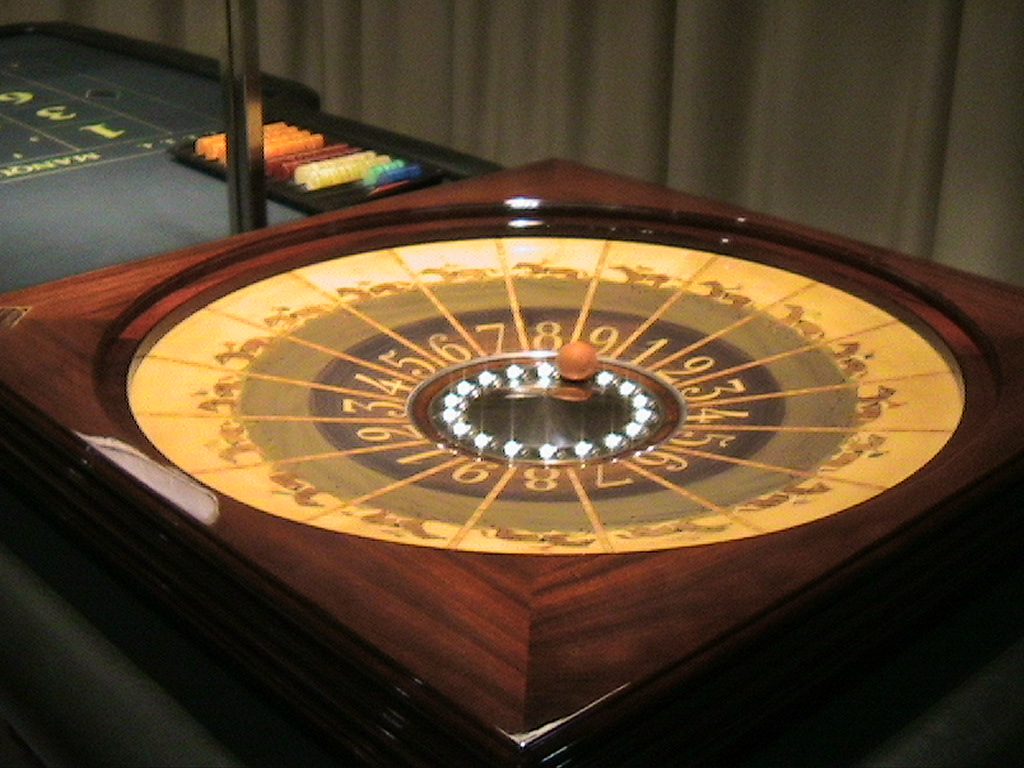
Hjulet som används i kasinospelet boule påminner om ett roulettehjul, men omfattar bara numren 1-9

Boule är ett med roulette besläktat hasardspel, som numera är vanligast förekommande på franska och schweiziska kasinon. Spelet uppfanns i Frankrike under mitten av 1800-talet.
Liksom i roulette ska spelarna satsa på var en kula kommer att hamna på ett snurrande hjul. I boule är hjulet indelat i 18 segment, numrerade två gånger om från 1 till och med 9. Vartannat nummer är svart och vartannat rött, med undantag för 5:orna som traditionellt är gula och som motsvarar roulettens nolla.
Satsandet görs på enstaka nummer eller på någon av de så kallade enkla chanserna: röda nummer och svarta, låga nummer och höga samt udda nummer (utom 5) och jämna. Vinsten på en enkel chans blir lika stor som den gjorda insatsen, medan vinstens storlek på ett enstaka nummer blir 7 gånger insatsen.